# Pulspforde
Pulspforde ist ein Ortsteil der gleichnamigen Ortschaft der Stadt Zerbst/Anhalt im Landkreis Anhalt-Bitterfeld in Sachsen-Anhalt, (Deutschland).

## Geografie

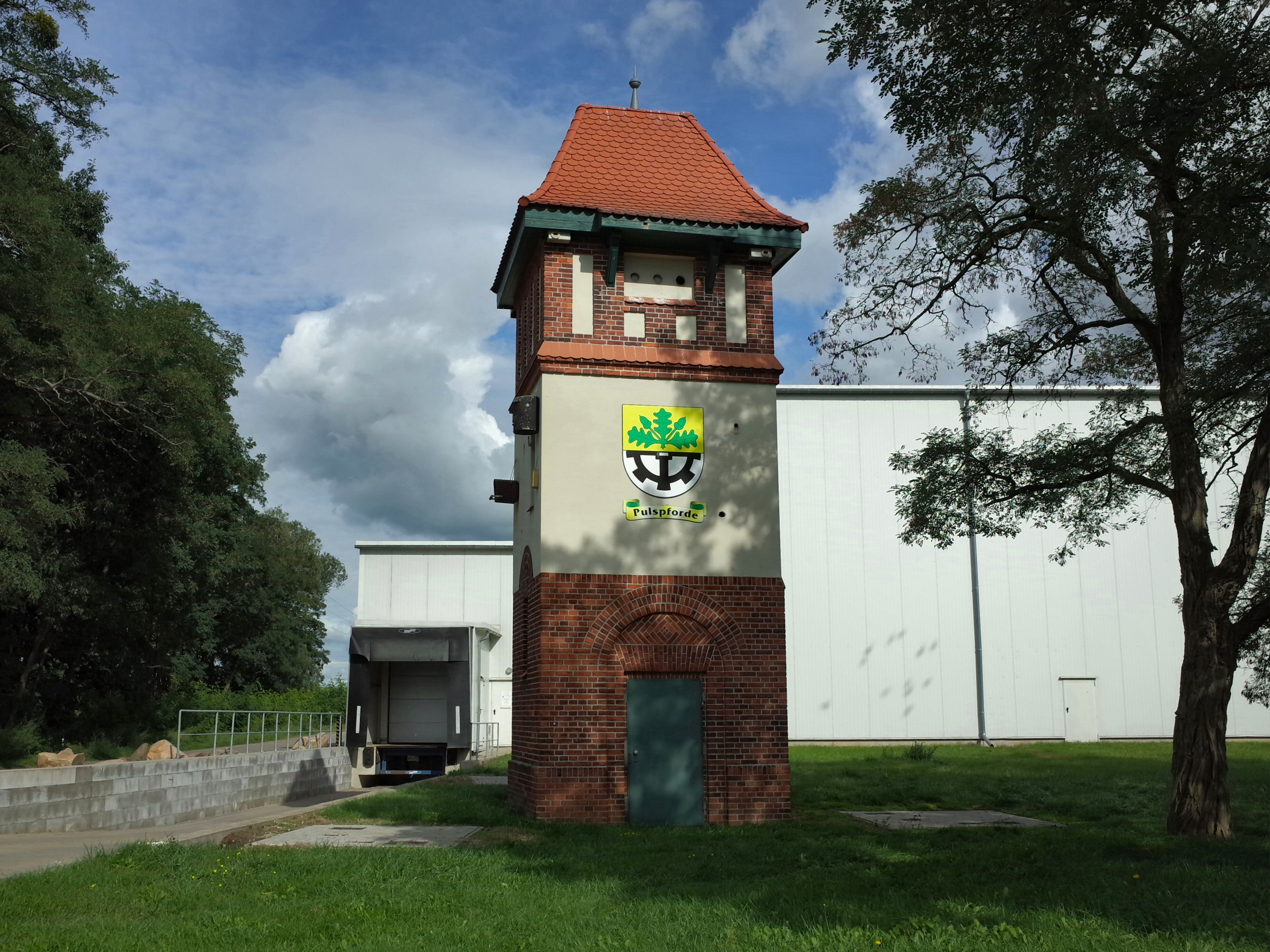
Trafostation in Pulspforde

Die Ortschaft Pulspforde bildet sich durch die Ortsteile Bonitz (48 Einwohner) und Pulspforde (112 Einwohner).
Beide Ortsteile liegen östlich der Stadt Zerbst/Anhalt an der Landesstraße 121.

## Geschichte
Am 20. Juli 1950 wurde die bis dahin eigenständige Gemeinde Bonitz nach Pulspforde eingemeindet.
Am 1. April 2002 wurde Pulspforde mit dem zugehörigen Ortsteil Bonitz nach Zerbst/Anhalt eingemeindet.

## Politik

### Ortschaftsrat
Als Ortschaft der Stadt Zerbst/Anhalt übernimmt ein so genannter Ortschaftsrat die Wahrnehmung der speziellen Interessen des Ortes innerhalb bzw. gegenüber den Stadtgremien. Er wird aus fünf Mitgliedern gebildet.

### Bürgermeister
Als weiteres ortsgebundenes Organ fungiert der Ortsbürgermeister, dieses Amt wird zurzeit von Edgar Petermann wahrgenommen.

### Wappen
| | Blasonierung: „Geteilt von Gold über Silber, oben ein grüner Eichenzweig mit drei Blättern bewinkelt mit zwei aufrechten gestielten Eicheln, unten ein schwarzes Mühlrad an der Teilung.“ |
| Wappenbegründung: Das Wappen zeigt im oberen Teil des Schildes ein Eichenlaub, welches für die über 300 Jahre alte und unter Naturschutz stehende Eiche eingebracht wurde. Unten ein halbes Mühlrad, dass auf die einst im Ort existierende Wassermühle hinweisen soll. Symbolisch soll das Mühlrad auch als ein Hinweis für den als Runddorf angelegten Ort stehen. Das Wappen wurde von der Heraldischen Gesellschaft „Schwarzer Löwe“ Leipzig gestaltet. | |